# Vladimir Ivanovič Dalj
Vladimir Ivanovič Dalj (tudi Dahl) [vládimiri ivánovič dálj], rusko Влади́мир Ива́нович Даль), ruski leksikograf, narodopisec in jezikoslovec, * 10. november 1801, Lugansk, Jekaterinoslavska gubernija, danes Ukrajina, † 22. september 1872.

## Življenje in delo
Njegov oče po imenu Johan Christian Dahl je bil danski zdravnik. Dalj je od leta 1814 do 1826 služil v Ruski vojni mornarici. Že od rane mladosti se je zanimal za jezik in narodopisje. Diplomiral je na medicinskem oddelku Univerze v Dorpatu. Po študiju je začel peš potovati po ruskem podeželju in zbirati izreke in bajke ruskega ljudstva. Leta 1832 je izdal prvo zbirko pravljic. Nekatere je upesnil njegov prijatelj Aleksander Sergejevič Puškin. Te pesmi so postale ene od najbolj znanih besedil v ruščini. Po Puškinovem usodnem dvoboju, so Dalja poklicali k Puškinovi smrtni postelji, kjer je skrbel za velikega pesnika v zadnjih urah njegovega življenja. Leta 1838 so Dalja izvolili v Rusko akademijo znanosti (ruska kratica RAN /РАН).
V naslednjem desetletju je Dalj prevzel psevdonim »Kozak iz Luganska«. Objavil je več realističnih esejev v Gogoljevem slogu. Nadaljeval je s svojim leksikografskim delom in veliko potoval. Njegovo veliko delo Pojasnjevalni slovar žive velikoruščine je izšlo v 4 velikih zvezkih med letoma 1863 in 1866. Nekaj let zatem mu je sledilo delo Ruski izreki in pregovori, ki je vsebovalo več kot 30.000 vnosov/enot?. Obe knjigi so velikokrat ponatisnili.
Dalj je bil navdušen zagovornik naravnega slovarja v nasprotju s prisvojenim(?). Z besedami njegovega velikega občudovalca Vladimirja Vladimiroviča Nabokova je Daljev slovar umetniška mojstrovina in ne zgolj znanstveno delo. Vsebinska narava tega slovarja je jezikoslovno pomembna celo sedaj. Še posebej zaradi velike količine narečnih slovarskih gesel, ki jih je zbral, saj so že zastarela. Na podlagi slovarja je nastal Vasmerjev Etimološki slovar ruskega jezika, najobsežnejši slovanski etimološki leksikon.
Za svoje veliko delo je Dalj prejel medaljo Lomonosova in postal častni član Ruske akademije znanosti.
Dalj je pokopan na Vagankovskem pokopališču v Moskvi. Univerza v Lugansku je poimenovana po njem.
UNESCO je ob dvestoletni obletnici Daljevega rojstva proglasil leto 2000 za mednarodno leto Vladimirja Dalja.